# Anthracoidea wakatipu
Anthracoidea wakatipu är en svampart som beskrevs av Vánky 2000. Anthracoidea wakatipu ingår i släktet Anthracoidea och familjen Anthracoideaceae.   Inga underarter finns listade i Catalogue of Life.